# Vivesläktet
Uppslagsordet ”Primula” leder hit. För löne- och personalsystemet, se Primula (personalsystem).
Vivesläktet (Primula) är ett släkte  i familjen viveväxter. Vivesläktet har cirka 400—500 arter. Deras naturliga utbredningsområde är norra halvklotets tempererade områden och höga bergstrakter i Himalaya, Etiopien, Indonesien och Nya Guinea. I Sydamerika förekommer bara en enda art, Primula magellanica. Flera arter är anpassade till alpint klimat. I Alperna finns närmare 30 arter, bland annat aurikel (Primula auricula).
Många Primula-arter odlas i trädgårdar och som krukväxter för blommornas skull. 
Vivesläktet är mycket stort och mycket variabelt. Den minsta arten (Primula minutissima) är bara ett par cm hög och har oftast bara en blomma per planta. De största arterna i gruppen kandelabervivor kan bli meterhöga och ha tio kransar med tjugo blommor i på varje stjälk . Blomfärgen kan vara vit, ljusgul, mörkgul, orange, röd, rosa, lila eller blå och mitten av brämet, runt kronpipen, har ofta en kontrastfärg. Kromosomtalet varierar mellan 9 och 13 och polyploider är vanliga. Hos vivorna finns också mycket olika pollentyper.

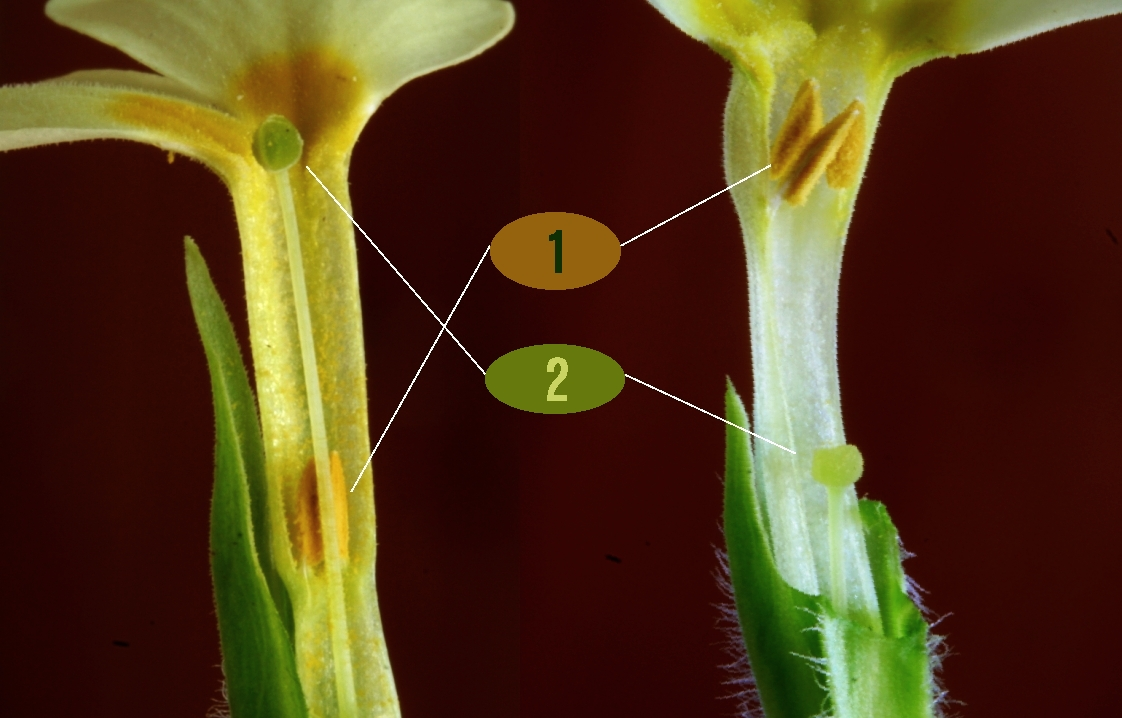
Heterostyli hos Primula vulgaris

Vivesläktet innefattar arter, hos vilka man först iakttog heterostyli eller heterodistyli, det vill säga att två (endast två) olika blomformer uppträder hos en och samma art, på olika stånd. Bland andra har även Charles Darwin noga prövat dessa Primula-blommor. Då fann han att vid "legitim" pollinering, det vill säga då ett lågt märke pollineras från lågt sittande ståndarknappar (ur en annan blomma), blir resultatet en säkrare befruktning och bättre frösättning, än vid den "illegitima", det vill säga då ett lågt märke får pollen från höga ståndarknappar (ur den egna eller en annan blomma). Den legitima pollineringen är alltså här med nödvändighet förenad med korsning mellan skilda individer. Olikheten mellan de båda blomformerna visar sig även hos frömjölet. De höga ståndarna har stora pollenkorn, då dessa ska gro på ett märke med långt stift, varför deras pollenslangar (groddar) får en längre väg ned till fröämnena. De låga ståndarknapparna innehåller däremot frömjöl med korn av mindre storlek.
Fönstervivan (Primula obconica) kan framkalla kontaktallergi. Ämnet primulin är välkänt inom hudsjukvården som eksemframkallande. Genom förädlingsarbete finns det sorter att köpa som inte är allergiframkallande.
Till vivesläktet förs numera även tolvgudablomssläktet (Dodecatheon) som tidigare utgjorde ett eget släkte, och storviva (Sredinskya grandis). Sannolikt ska Dionysosvivesläktet (Dionysia) och troligen även klockvivesläktet (Cortusa) inkluderas i släktet Primula.

## Arter
Se även Lista över arter i vivesläktet.
Följande tre arter har osäker taxonomi enligt olika databaser:
- jordviva (P. vulgaris)
- liten tolvgudablomma (P. pauciflorum)
- tolvgudablomma (P. meadia)

Dottertaxa till Vivsläktet enligt Catalogue of Life:

- Primula acaulis
- Primula advena
- Primula aemula
- Primula aerinantha
- Primula afghanica
- Primula agleniana
- Primula albenensis
- Primula alcalina
- Primula algida
- Primula aliciae
- Primula allionii
- Primula alpicola
- Primula alsophila
- Primula ambita
- Primula amethystina
- Primula amoena
- Primula angustifolia
- Primula anisodora
- Primula annulata
- Primula anvilensis
- Primula apicicallosa
- Primula aromatica
- Primula arunachalensis
- Primula asarifolia
- Primula assamica
- Primula atrodentata
- Primula aurantiaca
- aurikel - Primula auricula
- Primula auriculata
- Primula austrolisteri
- Primula baileyana
- Primula baldshuanica
- Primula barbatula
- Primula barbicalyx
- Primula bathangensis
- Primula bayernii
- Primula bella
- Primula bellidifolia
- Primula bergenioides
- Primula bhutanica
- Primula blandula
- Primula blattariformis
- Primula blinii
- Primula bomiensis
- Primula boni-auxilii
- Primula boothii
- Primula borealis
- Primula boreiocalliantha
- Primula botschantzevii
- Primula boveana
- Primula brachystoma
- Primula bracteata
- Primula bracteosa
- Primula brevis
- Primula breviscapa
- Primula bryophylla
- Primula bukukunica
- Primula bullata
- Primula bulleyana
- Primula bungeana
- Primula buryana
- Primula caldaria
- Primula calderiana
- Primula calliantha
- Primula calthifolia
- Primula calyptrata
- Primula candicans
- Primula capillaris
- Primula capitata
- Primula capitellata
- Primula cardioeides
- Primula carniolica
- Primula carolinehenryi
- Primula caulifera
- Primula cavaleriei
- Primula cawdoriana
- Primula caveana
- Primula celsiiformis
- Primula cerina
- Primula cernua
- Primula chamaedoron
- Primula chamaethauma
- Primula chapaensis
- Primula chartacea
- Primula chasmophila
- Primula chienii
- Primula chionantha
- Primula chionata
- Primula chionogenes
- Primula chrysochlora
- Primula chrysostoma
- Primula chumbiensis
- Primula chungensis
- Primula cicutariifolia
- Primula cinerascens
- Primula clarkei
- Primula clusiana
- Primula clutterbuckii
- Primula cockburniana
- Primula coerulea
- Primula comata
- Primula comberi
- Primula concholoba
- Primula concinna
- Primula conspersa
- Primula cooperi
- Primula cortusoides
- Primula crassa
- Primula crocifolia
- Primula cuneifolia
- Primula cunninghamii
- Primula cusickiana
- Primula daonensis
- Primula darialica
- Primula davidii
- Primula davisii
- Primula deflexa
- Primula densa
- bollviva - Primula denticulata
- Primula denticuloides
- Primula deorum
- Primula deuteronana
- Primula diantha
- Primula dickieana
- Primula dictophylla
- Primula digenea
- Primula divaricata
- Primula drummondiana
- Primula dryadifolia
- Primula duclouxii
- Primula dueckelmannii
- Primula dumicola
- Primula duthieana
- Primula eburnea
- Primula edelbergii
- Primula edgeworthii
- Primula efarinosa
- Primula effusa
- grönlandsviva - Primula egaliksensis
- lundviva - Primula elatior
- Primula elizabethiae
- Primula elliptica
- Primula elongata
- Primula epilithica
- Primula epilosa
- Primula erosa
- Primula erratica
- Primula erythra
- Primula erythrocarpa
- Primula esquirolii
- Primula euchaites
- Primula eugeniae
- Primula euosma
- Primula eximia
- Primula faberi
- Primula fagosa
- Primula falcifolia
- Primula fangii
- Primula fangingensis
- Primula farinifolia
- majviva - Primula farinosa
- Primula farreriana
- Primula fasciculata
- Primula fea
- Primula fedtschenkoi
- Primula fenghwaiana
- Primula fernaldiana
- Primula filchnerae
- Primula filipes
- Primula fimbriata
- Primula finmarchica
- Primula firmipes
- Primula fistulosa
- Primula flabellifera
- Primula flaccida
- Primula flava
- Primula flexuosa
- Primula floribunda
- sommarviva - Primula florindae
- Primula forbesii
- Primula forrestii
- Primula frondosa
- Primula gambeliana
- Primula garhwalica
- Primula gaubaeana
- Primula gemmifera
- Primula geraniifolia
- Primula geranophylla
- Primula giraldiana
- Primula glabra
- Primula glandulifera
- Primula glaucescens
- Primula glomerata
- Primula glutinosa
- Primula gracilenta
- Primula gracilipes
- Primula graminifolia
- Primula grandis
- Primula griffithii
- Primula grignensis
- Primula halleri
- Primula handeliana
- Primula hazarica
- Primula helodoxa
- Primula heterochroma
- Primula heucherifolia
- Primula hidakana
- Primula hilaris
- Primula hirsuta
- Primula hoffmanniana
- Primula hoii
- Primula homogama
- Primula hongshanensis
- Primula hookeri
- Primula huashanensis
- Primula hylobia
- Primula hypoleuca
- Primula ianthina
- Primula iljinskii
- Primula inayatii
- Primula incana
- Primula inopinata
- Primula integrifolia
- Primula interjacens
- Primula intermedia
- Primula ioessa
- Primula irregularis
- Primula jaffreyana
- Primula japonica
- Primula jesoana
- Primula jigmediana
- Primula jucunda
- krypviva - Primula juliae
- Primula kaufmanniana
- Primula kialensis
- Primula kingii
- Primula kisoana
- Primula kitaibeliana
- Primula klattii
- Primula klaveriana
- Primula knorringiana
- Primula knuthiana
- Primula kusnetzovii
- Primula kwangtungensis
- Primula kweichouensis
- Primula lacerata
- Primula laciniata
- Primula lactiflora
- Primula lactucoides
- Primula latifolia
- Primula latisecta
- Primula laurentiana
- Primula laxiuscula
- Primula leptophylla
- Primula leskeniensis
- Primula levicalyx
- Primula lihengiana
- Primula lilacina
- Primula limbata
- Primula listeri
- Primula lithophila
- Primula littledalei
- Primula longipes
- Primula longiscapa
- Primula lungchiensis
- Primula luteola
- Primula maclarenii
- Primula macrocarpa
- Primula macrophylla
- Primula magellanica
- Primula malacoides
- Primula mallophylla
- Primula malvacea
- Primula marginata
- Primula maximowiczii
- Primula mazurenkoae
- Primula megalocarpa
- Primula megaseifolia
- Primula meiotera
- Primula melanantha
- Primula melanodonta
- Primula merrilliana
- Primula mianyangensis
- Primula minima
- Primula minkwitziae
- Primula minor
- Primula minutissima
- Primula mistassinica
- Primula miyabeana
- Primula modesta
- Primula mollis
- Primula monticola
- Primula morissetii
- Primula moschophora
- Primula moupinensis
- Primula munroi
- Primula muscarioides
- Primula muscoides
- Primula nanocapitata
- Primula neurocalyx
- Primula nghialoensis
- Primula ninguida
- Primula nipponica
- Primula nivalis
- strandviva - Primula nutans
- Primula nutantiflora
- fönsterviva - Primula obconica
- Primula obliqua
- Primula obsessa
- Primula obtusifolia
- Primula occlusa
- Primula odontica
- Primula odontocalyx
- Primula optata
- Primula orbicularis
- Primula oreodoxa
- Primula ovalifolia
- Primula oxygraphidifolia
- Primula palinuri
- Primula palmata
- Primula pamirica
- Primula parryi
- Primula partschiana
- Primula pauliana
- Primula pedemontana
- Primula pellucida
- Primula petelotii
- Primula petiolaris
- Primula petrocallis
- Primula pinnata
- Primula pinnatifida
- Primula poissonii
- Primula polonensis
- Primula poluninii
- Primula polyneura
- Primula praetermissa
- Primula prenantha
- Primula prevernalis
- Primula priflorens
- Primula primulina
- Primula prolifera
- Primula pseudodenticulata
- Primula pskemensis
- Primula pulchella
- Primula pulchra
- Primula pullulatrix
- Primula pulverulenta
- Primula pumilio
- Primula purdomii
- Primula pycnoloba
- Primula qinghaiensis
- Primula ramzanae
- Primula rebeccae
- Primula recubariensis
- Primula reflexa
- Primula reidii
- Primula reinii
- Primula renifolia
- Primula repentina
- Primula reptans
- Primula reticulata
- Primula rhodochroa
- Primula rimicola
- Primula rockii
- Primula rosea
- Primula rotundifolia
- Primula rubicunda
- Primula rubifolia
- Primula rugosa
- Primula runcinata
- Primula rupestris
- Primula rupicola
- Primula ruprechtii
- Primula rusbyi
- Primula russeola
- Primula sachalinensis
- Primula saguramica
- Primula sandemaniana
- Primula sapphirina
- Primula saturata
- Primula saxatilis
- fjällviva - Primula scandinavica
- Primula scapigera
- Primula schlagintweitiana
- Primula scotica
- Primula secundiflora
- Primula septemloba
- Primula serrata
- Primula serratifolia
- Primula sertulum
- Primula sessilis
- Primula sharmae
- Primula sherriffae
- Primula siamensis
- Primula sieboldii
- Primula sikkimensis
- Primula silaensis
- Primula sinensis
- Primula sinoexscapa
- Primula sinolisteri
- Primula sinomollis
- Primula sinuata
- Primula siphonantha
- Primula smithiana
- Primula soldanelloides
- Primula sonchifolia
- Primula soongii
- Primula sorachiana
- Primula souliei
- Primula spathulifolia
- Primula spectabilis
- Primula specuicola
- Primula spicata
- Primula stenocalyx
- Primula stenodonta
- Primula stirtoniana
- smalviva - Primula stricta
- Primula strumosa
- Primula stuartii
- Primula subularia
- Primula suffrutescens
- Primula szechuanica
- Primula takedana
- Primula taliensis
- Primula tangutica
- Primula tanneri
- Primula tardiflora
- Primula tayloriana
- Primula tenella
- Primula tenuiloba
- Primula tenuipes
- Primula tenuituba
- Primula thearosa
- Primula tibetica
- Primula tongolensis
- Primula tosaensis
- Primula tridentifera
- Primula triloba
- Primula tsariensis
- Primula tschuktschorum
- Primula tsiangii
- Primula tsongpenii
- Primula tyrolensis
- Primula tzetsouensis
- Primula umbratilis
- Primula urticifolia
- Primula uzungolensis
- Primula waddellii
- Primula vaginata
- Primula valentinae
- Primula valentiniana
- Primula vallarsae
- Primula walshii
- Primula waltonii
- Primula wangii
- Primula warshenewskiana
- Primula watsonii
- Primula wattii
- Primula veitchiana
- Primula wenshanensis
- gullviva - Primula veris
- Primula verticillata
- Primula whitei
- Primula vialii
- Primula wigramiana
- Primula villosa
- Primula vilmoriniana
- Primula wilsonii
- Primula violacea
- Primula violaris
- Primula virginis
- Primula wollastonii
- Primula woodwardii
- Primula woonyoungiana
- Primula woronowii
- Primula wulfeniana
- Primula xanthopa
- Primula youngeriana
- Primula yunnanensis
- Primula yuparensis
- Primula zeylanica

## Bilder

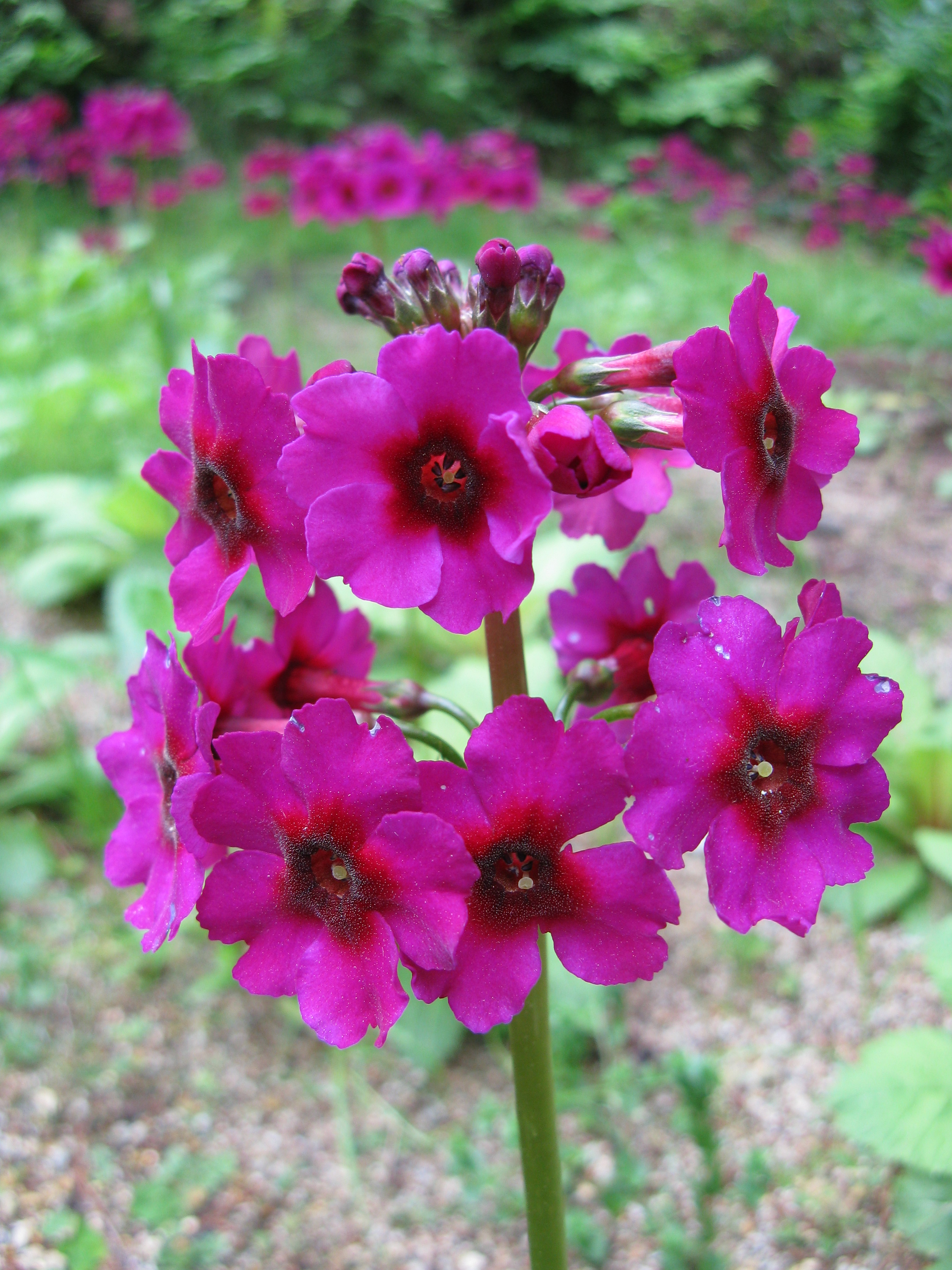
Primula japonica med kransar av blommor.
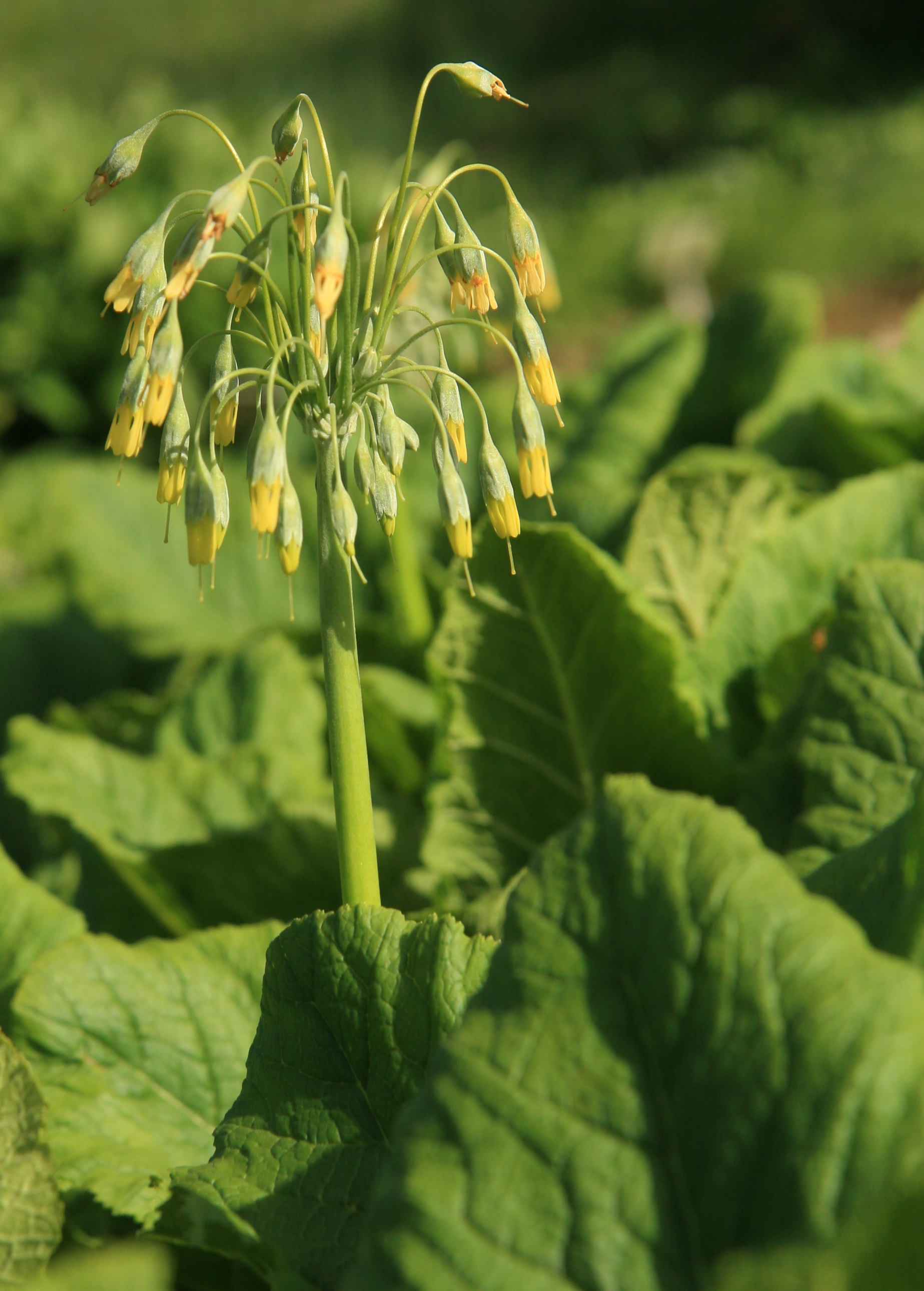
Primula grandis med blommor i flock.
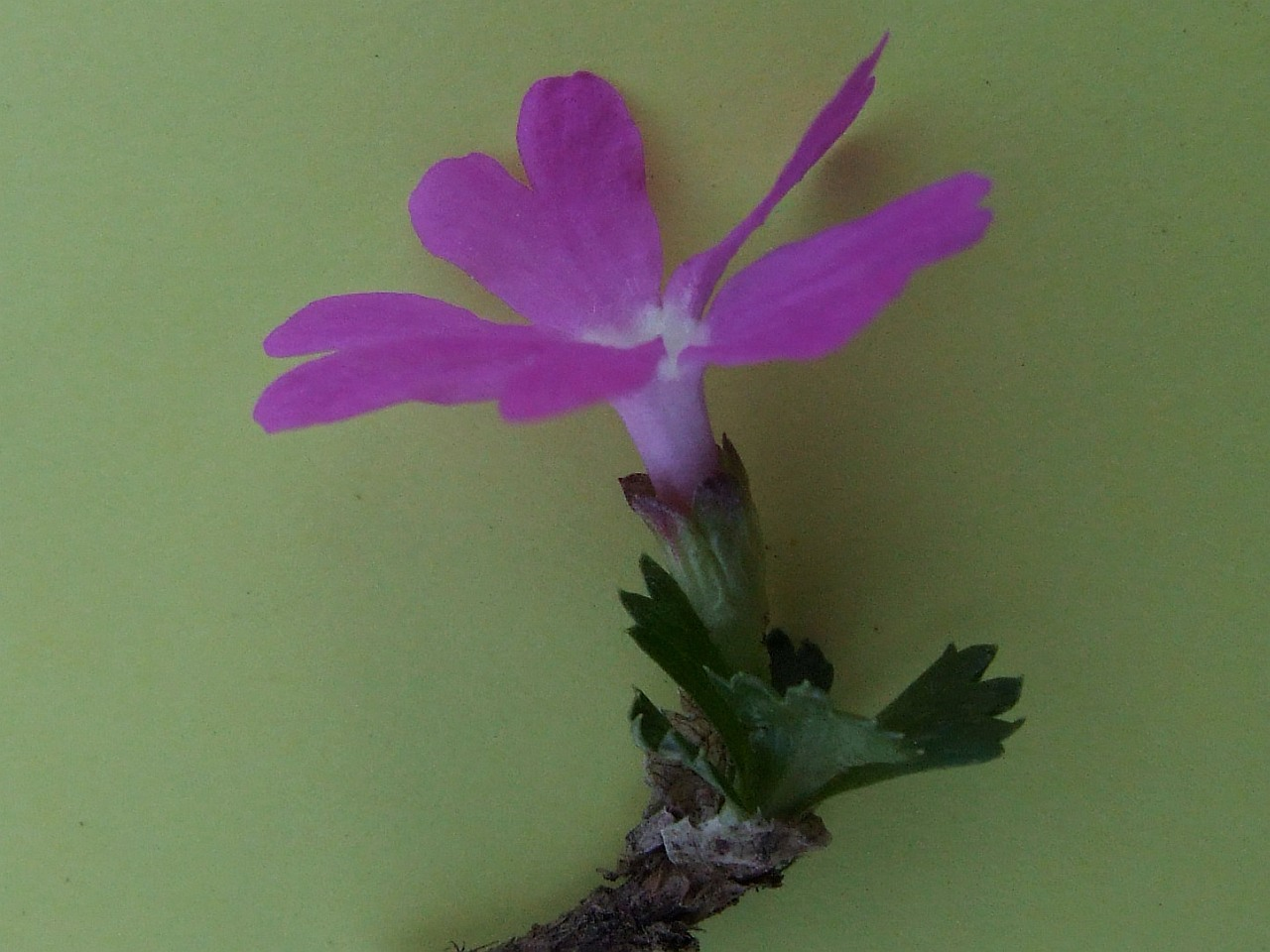
Primula minima med enstaka blommor.